# Tre Deckare löser Papegojans gåta
Alfred Hitchcock och Tre Deckare löser Papegojans gåta (originaltitel Alfred Hitchcock and the Three Investigators in The Mystery of the Stuttering Parrot) är den andra delen i den fristående Tre deckare-serien. Boken är skriven av Robert Arthur 1964 och utgiven på svenska 1966 av B. Wahlströms bokförlag och översatts av Christine Samuelson.

## Handling
Tre Deckare får ett nytt fall; en samling papegojor har lärt sig att upprepa varsin fras, och tillsammans ger de olika papegojornas tal budskapet om var en skatt finns gömd...